# Франсија Раиса
Франсија Раиса Алмендарез (рођена 26. јула 1988) је америчка глумица. Раиса је позната по својим улогама у "Bring It On: All or Nothing" и "The Secret Life of the American Teenager"

## Младост и образовање
Рођена је и образована у Лос Анђелесу, у Калифорнији, од оца Ренана Алмендареза Коела, америчке радијске личности и мајке Вирхиније Алмендарез. Она је мексичког и хондуранског порекла. Има две млађе сестре. Неколико година након што је рођена, њен отац је почео да користи своју нову латинску радио личност, "El Cucuy".
Похађала је средњу школу Бишоп Алемани у Мишон Хилс у Калифорнији, где је била навијачица.

## Каријера
Раиса је почела са глумом у својој трећој години средње школе, моделовањем за штампане огласе и појављивањем у рекламама. Она је гостовала у ситкому "American Family: Journey of Dreams"  и "Over There". Први месец њене последње школске године резервисала је једну од својих првих улога, у којој глуми против Хејден Панетијер у "Bring It On: All or Nothing". Она је играла у Никелодионом филму "Shredderman Rules", где је портретирала Исабел, у The Cutting Edge: Chasing the Dream" и "The Cutting Edge: Fire and Ice" као Алејандра Делгадо. Играла је улогу Адриан Лееа у драми ABC Family,  "The Secret Life of the American Teenager, од почетка јула 2008. године до завршетка серије почетком јуна 2013. године.
Раиса се појавила у Лил' Ромео музичком видео-албуму "My Girlfriend" као Тами 2004. године и на Иазовом музичком видеу "So Big".
Раиса гостује, 2009. године, у серији "In Plain Sight" и заједно са глумцем у кратком филму режисера Дејвида Хенрија званог "Boo", који је емитован на Јутјубу.
Раиса се појавила у музичком видеу за поп дуо Savvy & Mandy и као гост је глумила у другој сезони Деграси: Нова генерација.
У 2013. години, Раиса је глумила у божићном филму "Christmas Bounty" заједно са Мајком Мизанин.
Почетком 2018. године, Раиса ће играти на Freeform шоуу, "Grown-ish", извршног продуцента "Black-ish"  креатора Кенија Барис.

## Лични живот
У лето 2017. године Раиса је донирала бубрег својој пријатељици, глумици и певачици Селени Гомез, која пати од лупуса.
Раиса је рекла да су она и њене сестре прва имена која су земље (то јест Франсиа. Њено професионално презиме, Раиса. је у ствари њено средње име. Раиса је после Раиса Горбачова, супруга совјетског вође Михаила Горбачова.

## Филмографија

### Филм
| Година | Назив                       | Улога     | Белешке |
| ------ | --------------------------- | --------- | ------- |
| 2006   | Bring It On: All or Nothing | Leti      |         |
| 2009   | Fired Up!                   | Marly     |         |
| 2010   | Bulletface                  | Maria     |         |
| 2013   | Chastity Bites              | Katharine |         |
| 2016   | Beyond Paradise             | Shahrzad  |         |

### Телевизија
| Година    | Назив                                    | Улога                          | Белешке                                 |
| --------- | ---------------------------------------- | ------------------------------ | --------------------------------------- |
| 2005      | Over There                               | Sawa                           | Епизофа: "The Prisoner"                 |
| 2007      | Shredderman Rules                        | Isabel Lopez                   | Телевизијски филм                       |
| 2008      | The Cutting Edge: Chasing the Dream      | Alexandra "Alex" Delgado       | Телевизијски филм                       |
| 2008–2013 | The Secret Life of the American Teenager | Adrian Lee                     | Главна улога; 121 епизода               |
| 2009      | In Plain Sight                           | Olivia Moreno / Olivia Morales | Епизода: "Jailbait"                     |
| 2010      | The Cutting Edge: Fire and Ice           | Alexandra "Alex" Delgado       | Телевизијски филм                       |
| 2012      | CSI: Crime Scene Investigation           | Erin Vickler                   | Епизода: "Trends with Benefits"         |
| 2013      | Company Town                             | Grace                          | Телевизијски филм                       |
| 2013      | Massholes                                | Francia Raisa                  | Епизода: "Catfish and Coldcuts"         |
| 2013      | The Mindy Project                        | Katie                          | Епизода: "Frat Party"                   |
| 2013      | Christmas Bounty                         | Tory Bell                      | Телевизијски филм                       |
| 2013      | A Snow Globe Christmas                   | Penny                          | Телевизијски филм                       |
| 2016      | The Wrong Car                            | Gretchen                       | Телевизијски филм                       |
| 2016      | Hit the Floor                            | Rennae                         | Епизоде: "Carrying", "Killer Crossover" |
| 2017      | Dear White People                        | Vanessa                        | Епизоде: "Chapter VI", "Chapter X"      |
| 2017      | Tiny House of Terror                     | Sam                            | Телевизијски филм                       |
| 2017      | Once Upon a Date                         | Izzy Flores                    | Телевизијски филм; пост-продукција      |
| 2018      | Grown-ish                                | Ana Torres                     | Главна улога                            |
| TBA       | Life-Size 2                              | Grace Manning                  | Телевизијски филм                       |

### Музички видео
| Година | Видео                          | Уметник |
| ------ | ------------------------------ | ------- |
| 2015   | Gibberish (feat. Hoodie Allen) | MAX     |
| 2010   | So Big                         | Iyaz    |